# 5973 Такімото
5973 Такімото (5973 Takimoto) — астероїд головного поясу, відкритий 17 серпня 1991 року.
Тіссеранів параметр щодо Юпітера — 3,415.
Названо на честь Такімото (яп. たきもと(滝本) такімото).